# Amstel Gold Race 1972
La 7.ª edición de la Amstel Gold Race se disputó el 26 de marzo de 1972 en la provincia de Limburg (Países Bajos). La carrera constó de una longitud total de 237 km, entre Heerlen y Meerssen.
El vencedor final fue el belga Walter Planckaert (Watney-Avia) fue el vencedor de esta edición al imponerse a sus compañeros de fuga en la línea de meta de Heerlen. El también belga Willy De Geest (Van Cauter-Magniflex-De Gribaldy) y el holandés Joop Zoetemelk (Flandria-Beaulieu) fueron segundo y tercero respectivamente. 

## Clasificación final
| Pos. | Ciclista          | Equipo                           | Tiempo     |
| ---- | ----------------- | -------------------------------- | ---------- |
| 1    | Walter Planckaert | Watney-Avia                      | 6h 17' 39" |
| 2    | Willy De Geest    | Van Cauter-Magniflex-De Gribaldy | m. t.      |
| 3    | Joop Zoetemelk    | Flandria-Beaulieu                | m. t.      |
| 4    | Gerard Vianen     | Goudsmit-Hoff                    | + 14"      |
| 5    | Willy Planckaert  | Goldor-Ijsboerke                 | m. t.      |
| 6    | André Dierickx    | Flandria-Beaulieu                | m. t.      |
| 7    | Frans Verbeeck    | Watney-Avia                      | m. t.      |
| 8    | Gerben Karstens   | Rokado                           | m. t.      |
| 9    | Rik van Linden    | Van Cauter-Magniflex-De Gribaldy | m. t.      |
| 10   | Willy Teirlinck   | Sonolor                          | m. t.      |